# Sailin'
Sailin' è il terzo album discografico in studio della cantante Kim Carnes, pubblicato nel 1976.

## Tracce
1. The Best of You (Has Got the Best of Me) (Kim Carnes, Eddie Reeves) – 3:04
2. Warm Love (Van Morrison) – 3:17
3. All He Did Was Tell Me Lies (To Try to Woo Me) (Carnes) – 3:50
4. He'll Come Home (Carnes) – 3:00
5. Sailin' (Carnes, Dave Ellingson) – 4:15
6. It's Not the Spotlight (Barry Goldberg, Gerry Goffin) – 4:00
7. Last Thing You Ever Wanted to Do (Carnes, Ellingson) – 3:49
8. Let Your Love Come Easy (Carnes, Ellingson) – 3:30
9. Tubin' (Carnes, Ellingson) – 4:01
10. Love Comes from Unexpected Places (Carnes, Ellingson) – 3:31